# Roser Tarragó i Aymerich
Roser Tarragó i Aymerich (Mataró, 25 de març de 1993) és una jugadora de waterpolo catalana.
Forma part del primer equip del CN Mataró i és internacional absoluta amb la selecció espanyola, amb la qual es va proclamar subcampiona olímpica als Jocs Olímpics de Londres 2012 i campiona mundial al Campionat del Món de natació de 2013 celebrat a Barcelona.

## Palmarès
Selecció espanyola
- 1 medalla d'argent als Jocs Olímpics d'Estiu de 2012
- 1 medalla d'argent als Jocs Olímpics d'Estiu de 2020
- 1 medalla d'or als Campionat del Món de waterpolo: 2013
- 1 medalla d'argent als Campionat del Món de waterpolo: 2019
- 2 medalles d'or als Campionat d'Europa de waterpolo: 2014, 2020

Clubs
- 1 Copa LEN de waterpolo femenina: 2015-16
- 1 Copa espanyola de waterpolo femenina: 2015-16